# Oliana Molls
Oliana Molls és un personatge de ficció que va protagonitzar la seva pròpia telesèrie a Televisió de Catalunya a finals dels anys 80, amb el rostre de Pep Parés. Va néixer com un Indiana Jones a la catalana i va tenir dues temporades diferenciades. Tenia una característica banda sonora de la careta xiulada adaptada del tema Whistle Stop a la pel·lícula d'animació Robin Hood.
Tot va començar el 1985 dintre de l'espai infantil-juvenil Fes Flash: a Pobles i llegendes un personatge de ficció, el professor Oliana Molls, visitava diversos pobles de Catalunya. Amb la col·laboració de nens i veïns del poble descobria i explicava llegendes i costums del poble visitat. Oliana era un home gran, barbut, amb ulleres, i amb una llibreta on anava anotant tot allò que a la vegada explicava. A continuació arribà Oliana Molls i l'astàlec de bronze, emesa entre el 7 de novembre de 1985 i el 28 de juny de 1986, i també destinada al públic infantil i juvenil. Dirigida i realitzada per Joan Guitart, amb guions de Piti Español i David Cirici, compta amb els actors Pep Parés i Elisabet Pujol com a principals intèrprets, i amb Miquel Graneri i Xus Estruch en rols recurrents. Una sèrie en el més pur estil del gènere d'aventures, que acabaria per convertir-se en un clàssic de la programació juvenil de Televisió de Catalunya, a partir de les reemissions que se'n farien. Després del primer bloc d'episodis, es va estrenar el 29 de setembre de 1986 una nova temporada de 27 capítols més, sota el títol Oliana Molls, que es canviaria a Els casos insòlits d'Oliana Molls en la seva reemissió el 1993.
El maig del 2025, el 3Cat va agrupar les dues sèries i les va considerar dues temporades d'una sèrie anomenada simplement Oliana Molls.

## Oliana Molls i l'astàlec de bronze
L'arqueòleg i aventurer Oliana Molls és cridat pel seu antic professor, el Dr. Jaume Tarruell (Miquel Graneri), què li encarrega una missió secreta: localitzar l'Astàlec de Bronze, una estatueta de bronze amb forma de trofeu on s'entreveu una figura humana. A l'inici de la recerca s'alia amb una atrevida postadolescent, la Betty Apricot (Elisabet Pujol), que se sent fascinada per la figura del seu parent, Lord Sebastian Apricot, descobridor de l'astàlec. El multimilionari anglès, abans de morir, havia deixat una sèrie de pistes per tota Catalunya —país que l'enamorava—, que menaven cap al trofeu, la recuperació del qual suposava rebre en herència tota la fortuna del magnat com a recompensa. Però aquest premi atreu els seus dos nets, Charles i Robert, més coneguts amb l'àlies de "Els Mans Blanques" (interpretats pels guionistes Piti Español i David Cirici). A més, hi ha la complicació que Lord Apricot va posar un termini de vint-i-cinc anys per localitzar l'astàlec i fer efectiva la recompensa; i aquest és l'últim any.
Inicialment, es van emetre 34 episodis de la sèrie, els dijous, entre el 7 de novembre de 1985 i el 28 de juny de 1986, a les 19.15 hores. Els vint primers capítols (dels 34 episodis que constava aquest primer bloc) serien reemesos l'estiu següent (del 7 d'agost al 12 de setembre de 1986), de dilluns a divendres, entre les 20.30 i les 21.00 hores, un horari privilegiat.

## Nom dels capítols d'Oliana Molls i l'astàlec de bronze i data de la primera emissió
| Núm. total | Núm. de la temporada | Títol                                    | Direcció     | Guió                      | Data d'estrena a Catalunya |
| ---------- | -------------------- | ---------------------------------------- | ------------ | ------------------------- | -------------------------- |
| 1          | 1                    | «El testament de Lord Sebastian Apricot» | Joan Guitart | David Cirici Piti Español | 7 de novembre de 1985      |
| 2          | 2                    | «Un missatge dalt la torre»              | Joan Guitart | David Cirici Piti Español | 14 de novembre de 1985     |
| 3          | 3                    | «Pentina't Oliana»                       | Joan Guitart | David Cirici Piti Español | 21 de novembre de 1985     |
| 4          | 4                    | «Bitlles i ampolles»                     | Joan Guitart | David Cirici Piti Español | 28 de novembre de 1985     |
| 5          | 5                    | «El dit del descobridor»                 | Joan Guitart | David Cirici Piti Español | 5 de desembre de 1985      |

Oliana Molls i l'astàlec de bronze 06 Dit i fet (12-12-1985)
Oliana Molls i l'astàlec de bronze 07 La troballa perduda (19-12-1985)
Oliana Molls i l'astàlec de bronze 08 Una reunió nadalenca (26-12-1985)
Oliana Molls i l'astàlec de bronze 09 Hi ha roba estesa, Oliana (02-01-1986)
Oliana Molls i l'astàlec de bronze 10 Figures de cera (09-01-1986)
Oliana Molls i l'astàlec de bronze 11 Pirata màfies (16-01-1986)
Oliana Molls i l'astàlec de bronze 12 Dues mòmies de viatge (23-01-1986)
Oliana Molls i l'astàlec de bronze 13 Cal tocar de peus al sostre (30-01-1986)
Oliana Molls i l'astàlec de bronze 14 No saps qui ets, Oliana (08-02-1986)
Oliana Molls i l'astàlec de bronze 15 El velocímetre (15-02-1986)
Oliana Molls i l'astàlec de bronze 16 Fortuna d'Ors (22-02-1986)
Oliana Molls i l'astàlec de bronze 17 Aigües de colors (01-03-1986)
Oliana Molls i l'astàlec de bronze 18 Home a l'aigua (08-03-1986)
Oliana Molls i l'astàlec de bronze 19 A la garjola, Oliana (15-03-1986)
Oliana Molls i l'astàlec de bronze 20 Els lloros ho saben (22-03-1986)
Oliana Molls i l'astàlec de bronze 21 El secret de la muntanya pelada (29-03-1986)
Oliana Molls i l'astàlec de bronze 22 Vola Oliana, vola (05-04-1986)
Oliana Molls i l'astàlec de bronze 23 Llamps i trons (12-04-1986)
Oliana Molls i l'astàlec de bronze 24 Al fons del pou (19-04-1986)
Oliana Molls i l'astàlec de bronze 25 La traïció de la Betty (26-04-1986)
Oliana Molls i l'astàlec de bronze 26 Pintats a l'oli (03-05-1986)
Oliana Molls i l'astàlec de bronze 27 T'has quedat sol, Oliana (10-05-1986)
Oliana Molls i l'astàlec de bronze 28 Cal anar a Hong Kong (17-05-1986)
Oliana Molls i l'astàlec de bronze 29 Mans Blanques, cares brutes (24-05-1986)
Oliana Molls i l'astàlec de bronze 30 Un hotel de Hong Kong (31-05-1986)
Oliana Molls i l'astàlec de bronze 31 El darrer missatge (07-06-1986)
Oliana Molls i l'astàlec de bronze 32 Si tens gana, menja't una cama i si tens set, beu a galet (14-06-1986)
Oliana Molls i l'astàlec de bronze 33 Oliana d'Ors contra Fortuna Molls (21-06-1986)
Oliana Molls i l'astàlec de bronze 34 Tots contra tots i un sol astàlec (28-06-1986)

## Oliana Molls/Els casos insòlits d'Oliana Molls
És el nom que va rebre el 1993 la sèrie Oliana Molls, que era la segona temporada d'Oliana Molls i l'astàlec de bronze (1985). Dirigida i realitzada per Joan Guitard, amb guions de Pere Jordi Español i David Cirici, compta com a principals intèrprets amb els actors Pep Parés, Elisabet Pujol i les noves incorporacions de Ferran Rialp, Carles Miras, Pep Sabater, Elisa Crehuet, Meritxell Botet i Alfons Guirao.
Amb tan sols un parell de setmanes com a parèntesi des de la repetició del primer bloc d'episodis sobre l'astàlec de bronze, aquesta segona temporada s'estrenaria el 29 de setembre de 1986, amb 27 capítols més, sota el simple títol Oliana Molls (canviaria a Els casos insòlits d'Oliana Molls amb motiu de la seva reemissió el 1993). Aquests capítols serien emesos els dilluns entre les 19.20 i les 19.50 hores.
L'argument d'aquest segon bloc de capítols, l'emissió dels quals finalitzaria el 30 de maig de 1987, ens presenten l'Oliana i la Betty de nou, que s'han gastat tota l'herència de Lord Apricot en la construcció d'una estranya màquina. Però com que els diners tampoc són suficients, Betty es veu obligada a guanyar-se la vida en diverses ocupacions temporals, mentre l'Oliana treballa incessantment a posar a prova el seu nou invent, sense perdre de vista la Tina, l'atractiva veïna del barri. Els nous personatges són els malvats Societat i Anònima (dos executius que es dediquen a negocis tèrbols i estan obsessionats amb la màquina de l'Oliana) i tres veïns, els germans Marconi i Hortènsia (escriptor ell i ella missatgera) i la Tina, la veïna de dalt. La màquina resultarà tenir munts d'usos diversos, tan revolucionaris com controlar el clima o viatjar pel temps i l'espai.

## Nom dels capítols d'Oliana Molls i data de la primera emissió
Oliana Molls 1 El cas dels cucurutxus (29-09-1986)
Oliana Molls 2 El programa del faquir (06-10-1986)
Oliana Molls 3 Un assumpte amb molta punta (13-10-1986)
Oliana Molls 4 Les rebaixes de la S.A. (20-10-1986)
Oliana Molls 5 Un i un fan dos (27-10-1986)
Oliana Molls 6 Oliana Molls contra Oliana Molls (3-11-1986)
Oliana Molls 7 El concurs d'invents (10-11-1986)
Oliana Molls 8 La nit de les rentadores (17-11-1986)
Oliana Molls 9 Contra mans blanques, aranyes negres (24-11-1986)
Oliana Molls 10 El cas de les hamburgueses (01-12-1986)
Oliana Molls 11 Ben dit i mal entés (08-12-1986)
Oliana Molls 12 Un estrip al cul (15-12-1986)
Oliana Molls 13 A Venus amb ascensor (22-12-1986)
Oliana Molls 14 Tites, tites (29-12-1986)
Oliana Molls 15 Una pota de conill (05-01-1987)
Oliana Molls 16 S.A. Retratistes (12-01-1987)
Oliana Molls 17 Magatzem de tempestes (19-01-1987)
Oliana Molls 18 L'Oliana perd la màquina (26-01-1987)
Oliana Molls 19 El cas de les saltinbabis (02-02-1987)
Oliana Molls 20 Arri arri tatanet (09-02-1987)
Oliana Molls 21 Musclos i perles (16-02-1987)
Oliana Molls 22 La batalla dels sorolls (23-02-1987)
Oliana Molls 23 La nit del lloro (02-03-1987)
Oliana Molls 24 Betty Bis (09-03-1987)
Oliana Molls 25 Es toca però no es mira (16-03-1987)
Oliana Molls 26 O doble o res (23-03-1987)
Oliana Molls 27 A sang i fetge (30-03-1987)

## Reemissions
14 dels 26 episodis dels quals consta aquesta segona sèrie es reposarien setmanalment, els dissabtes a les 12.30 hores, entre el 17 de gener i el 9 de maig de 1987. La graella de programes juvenils de TVC recuperaria el personatge d'Oliana Molls durant l'any 88 (8/10/1988), els dissabtes a les 13.45 hores, reposant íntegrament els episodis de la primera sèrie d'Oliana Molls i l'astàlec de bronze. De nou, a principis de 1991 s'emetria un popurri de 18 episodis d'aquesta mateixa primera temporada la tarda dels dissabtes, concretament a les 17.30 hores, des del 5 de gener fins a l'1 de juny de 1991. L'agost de 1993 (concretament a partir del dia 20/8/93) el primer canal de TVC reposaria els episodis corresponents al segon bloc, però aquesta vegada sota el títol de Els casos insòlits d'Oliana Molls. Finalment, a l'agost de l'any 1994 (a partir del 2/8/94) es repetirien de nou els 34 episodis dels quals originalment constava la sèrie Oliana Molls i l'astàlec de bronze, en aquesta ocasió la franja matinal de TVC, de dilluns a divendres a les 09.55 hores.